# Jacek Drela
Jacek Drela (ur. 12 stycznia 1954 w Poznaniu, zm. 25 maja 2008 w Alanyi) – polski trener kick-boxing, wychowawca wielu medalistów mistrzostw świata i Europy.

## Kariera
W młodości uprawiał zapasy (Cybina, Posnania) i boks (Olimpia). Karierę sportową przerwała mu kontuzja.
W 1979 został szkoleniowcem bokserów w Olimpii Poznań. Od 1988 roku zajmował się trenowaniem kickboxingu. Wychowankowie Dreli zdobyli kilkadziesiąt medali w mistrzostwach Polski, Europy i świata oraz w zawodach Pucharu Świata.
Jego synem jest zawodowy Mistrz Europy Sebastian Drela.

## Znani podopieczni
- Przemysław Saleta
- Dariusz Jung
- Iwona Guzowska
- Agnieszka Rylik
- Robert Nowak (kick-boxer)
- Marek Drażdżyński
- Radosław Laskowski